# Parc naturel de Font Roja
Le parc naturel de la Font Roja a été déclaré le 13 avril 1987 parc naturel pour la Généralité valencienne. C'est située dans la comarque de l'Alcoià, dans le nord de la province d'Alicante, entre les villes de Alcoy et Ibi. 
Ce parc naturel est l’un des sites naturels mieux préservés de la Communauté valencienne. La zone naturelle protégée s’étend sur 2 298 hectares et comprend un alignement montagneux d’El Alto de San Antonio (L'Alt de Sant Antoni), El Carrascar de la Font Roja et La Teixereta. Le sommet de la Serra del Menejador, avec 1 356 m d’altitude, est la plus haute élévation du parc.

## Faune
Parmi l'entomofaune, signalons le Damier des knauties (Euphydryas desfontanii).
L'herpétofaune est représentée par quelques espèces intéressantes : Psammodromus algirus, Lézard ocellé, Couleuvre à échelons, Coronelle girondine, Vipera latastei...
L'avifaune est variée : Autour des palombes, Epervier d'Europe, Grand-duc d'Europe, Chouette hulotte, Geai des chênes, Mésange charbonnière, Roitelet à triple bandeau, Grimpereau des jardins, Rougegorge familier, Pinson des arbres...
La mammalofaune comporte de nombreuses espèces : Sanglier, Chat sauvage d'Europe, Genette d'Europe, Belette, Fouine, Blaireau européen..